# 莫干山

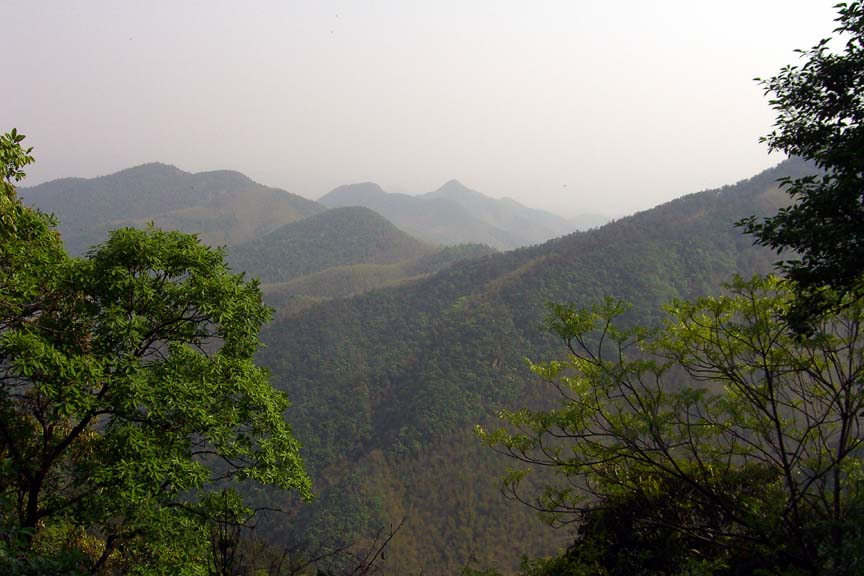
莫干山

莫干山，位于中国浙江省湖州市德清县，杭州市西北方40多千米处。属天目山余脉，耸立在低平的杭嘉湖平原之上，面积20平方千米。主峰塔山海拔720米。
莫干山素有“清凉世界”之美誉，以“清、静、凉、绿”的天然环境和竹海别墅为主要特色，被誉为“江南第一山”。它和庐山、北戴河、鸡公山并列为中国四大避暑胜地。风情区由浙江省机关事务管理局下辖莫干山管理局和浙江莫干山文旅集团管理，上面建造有华东各系统的疗养机构和拓展培训场地。每年20多万游客中，上海游客占到六七成。

## 历史

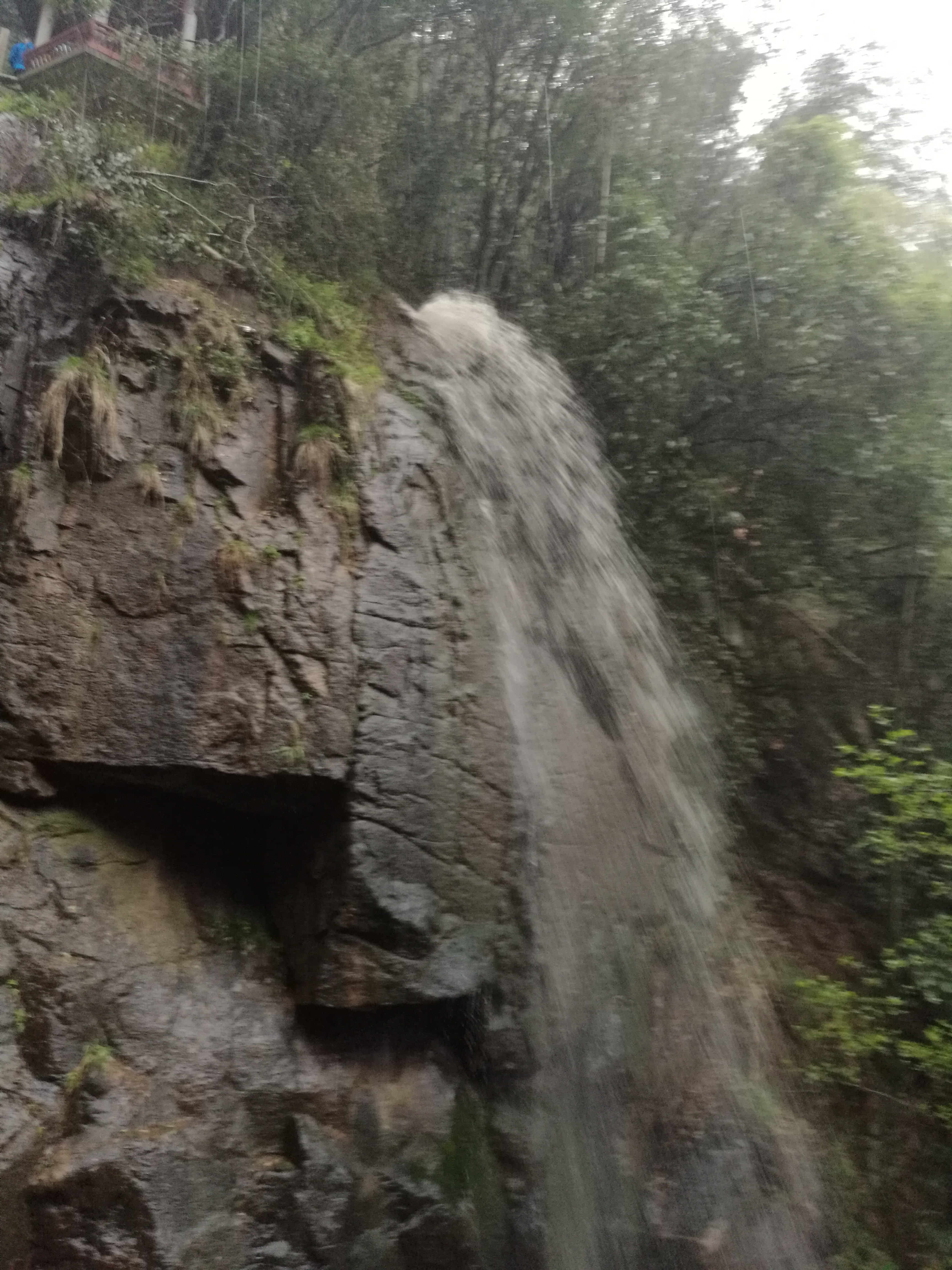
莫干山瀑布

莫干山隶于武康，而武康县在夏为防风，在周为吴越，在七国为春申封属之菰城。汉朝吴王濞，曾在这里的铜官山炼铜铸钱。至今铜山寺、铜官庙、铜官桥等名称还留在山南乡村里。后晋天福二年（937年）塔山建塔；翌年又在铜山建寺。
1891、1892年间或1894年夏，美北浸礼会教士佛利甲（E.N.Fletcher）沿京杭大运河从杭州出发，进入武康县境内，发现莫干山是一处理想的避暑胜地。不久，又有3名美国教士梅生和霍史敦、史博德博士寻至莫干山，莫干山的幽静清凉使他们流连忘返，向山民租赁房屋居住，并在外文报纸上宣传这里是中国的“消夏湾”。1898年，美南长老会驻杭州的传教士洪慈恩（George A.Hudson
，1891年来华，1916年去世）在山上建造了第一座欧式别墅，上海和江南各地的外侨纷纷上山购地筑屋。

### 山名由来
山名来自春秋时期干将、莫邪夫妇二人为吴王阖闾铸剑于此的古代传说，后来为纪念他们的爱情便得名。当年干将刻苦磨剑的地方，就是现在的剑池，剑池旁的一块大石，称为“磨剑石”；观瀑桥上方一块巨大的岩石，称为“试剑石”。
山上夏季凉爽，号称“清凉世界”。森林覆盖率特别高，全山几乎被壮观的竹海所覆盖。山上还有一些景点，如剑池瀑布、芦花荡公园等。

### 外侨管理时期
到1920年代山上已经形成了面积为1940亩的外国人避暑地，并成立了自治机构避暑会。那个时期给莫干山留下了154座西式别墅（其中118幢属于外侨），掩映在竹林之间。这些山地度假别墅风格各异，但绝大多数属于西欧田园式。
此外还有有教堂3所，以及网球场、游泳池、图书馆、跳舞场、幼稚园、警察署、邮局、墓地、商店等众多配套设施。
1898年，“莫干山避暑会”成立，每年会员大会常会于八月中第一个星期四举行。其管理水平受到时人（如郑振铎）的高度评价。 

### 1928年—1949年

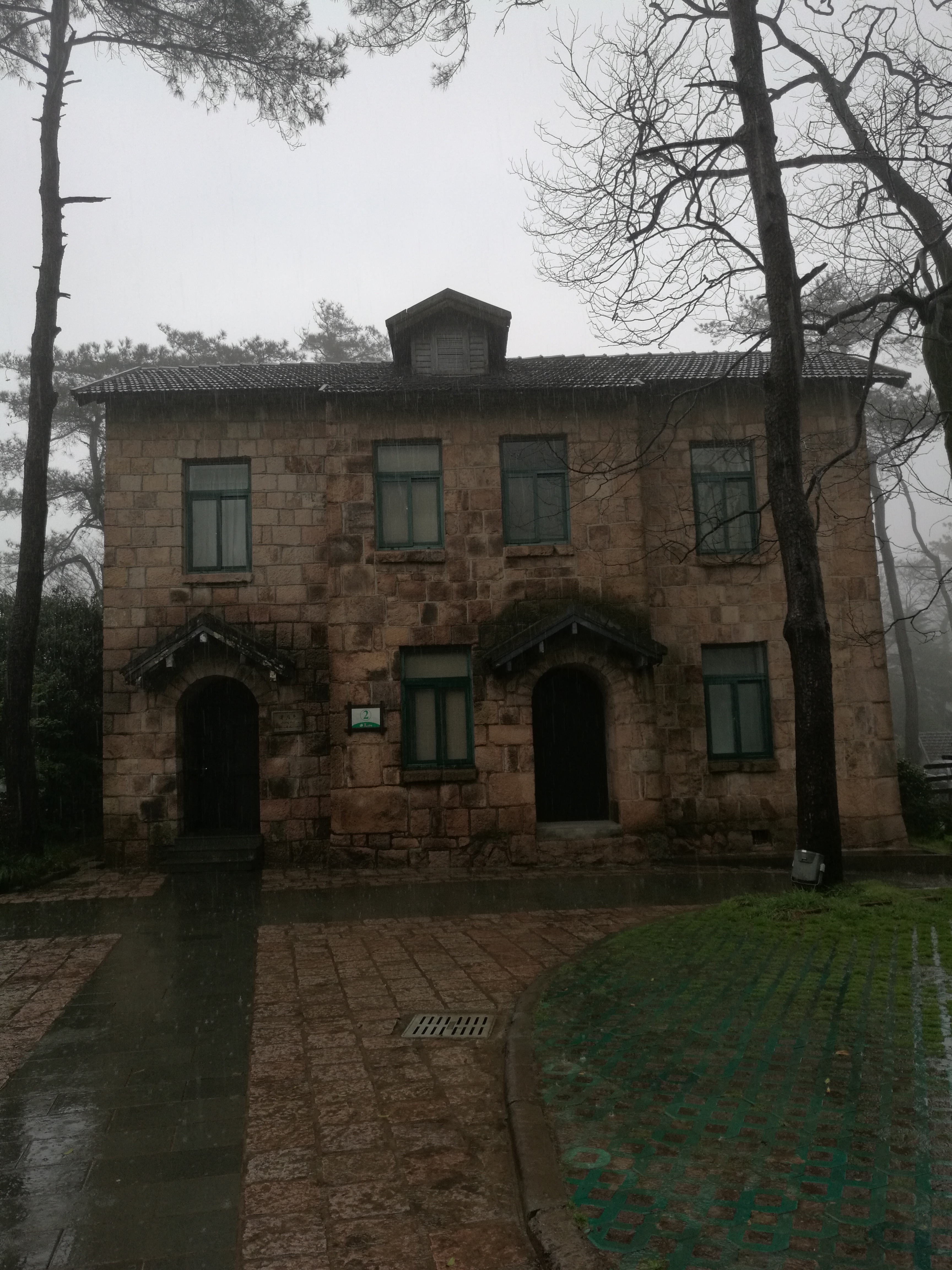
莫干山别墅

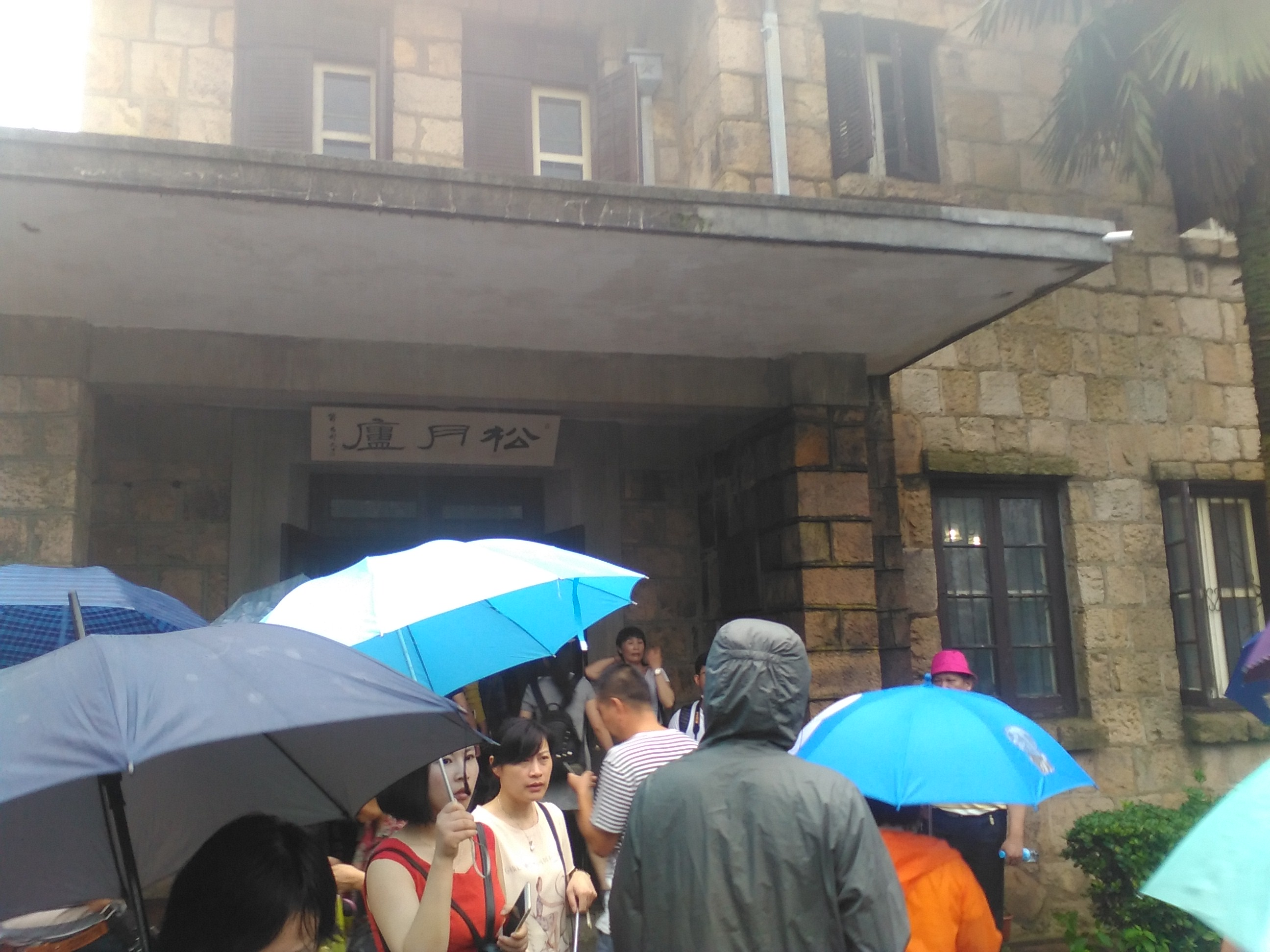
莫干山松月庐，1948年蒋介石在此召开新经济会议

1928年5月，浙江省政府成立莫干山管理局，接收了当地行政权。一部分外侨转卖房屋，至1929年，莫干山外籍别墅减少到78幢。此后这里主要成为沪宁杭华人各界人士避暑的上选之地，纷纷上山购买外国人的或自行建造别墅，多达300余座，军政要员、文化名人、商界巨子冠盖云集。
1927年12月，蒋介石与宋美龄在上海结婚后，随即前往莫干山度蜜月。 
1928年6月，国民党元老黄郛退居莫干山买下莫干山509号别墅，更名“白云山馆”。
1935年，上海大亨张啸林、杜月笙在莫干山建造了中国古代宫廷式的别墅黄庙、林海别墅，琉璃金瓦、檐角飞翘，在西洋别墅一统的莫干山别具一格。
1937年，周恩来曾“一登莫干，二至匡庐。”与蒋介石秘密谈判两党合作事宜，在莫干山的谈判地点就是白云山馆。
1948年7月，蒋介石在松月庐召开幣制改制革会议，决定发行金圆券。
1984年，莫干山会议在该地聚会堂召开。
2017年，莫干山第一家民办非营利美术馆——白云美术馆建立。